# Puzeaux
Puzeaux és un municipi francès situat al departament del Somme i a la regió dels Alts de França. L'any 2007 tenia 241 habitants.

## Demografia

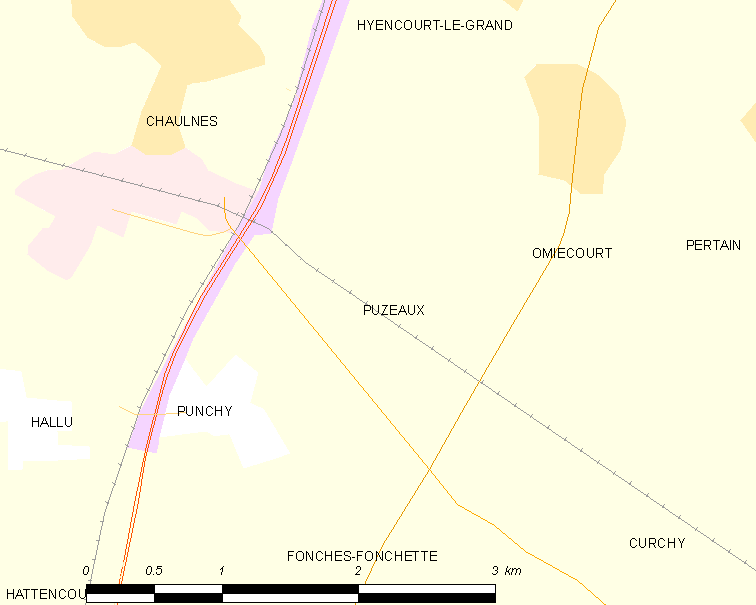
Mapa del municipi

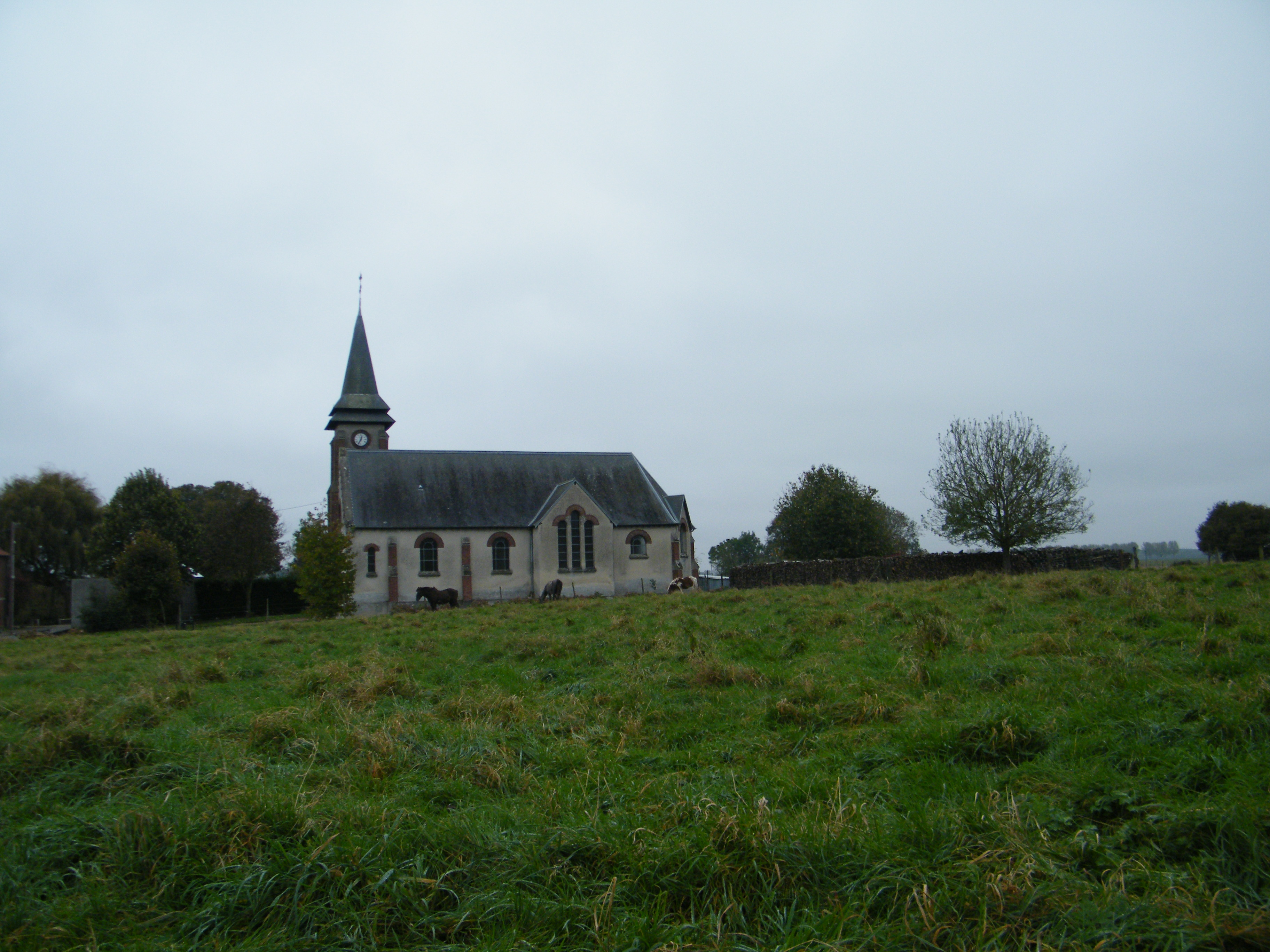
Església

### Població
El 2007 la població de fet de Puzeaux era de 241 persones. Hi havia 84 famílies de les quals 16 eren unipersonals (8 homes vivint sols i 8 dones vivint soles), 20 parelles sense fills, 40 parelles amb fills i 8 famílies monoparentals amb fills.
La població ha evolucionat segons el següent gràfic:

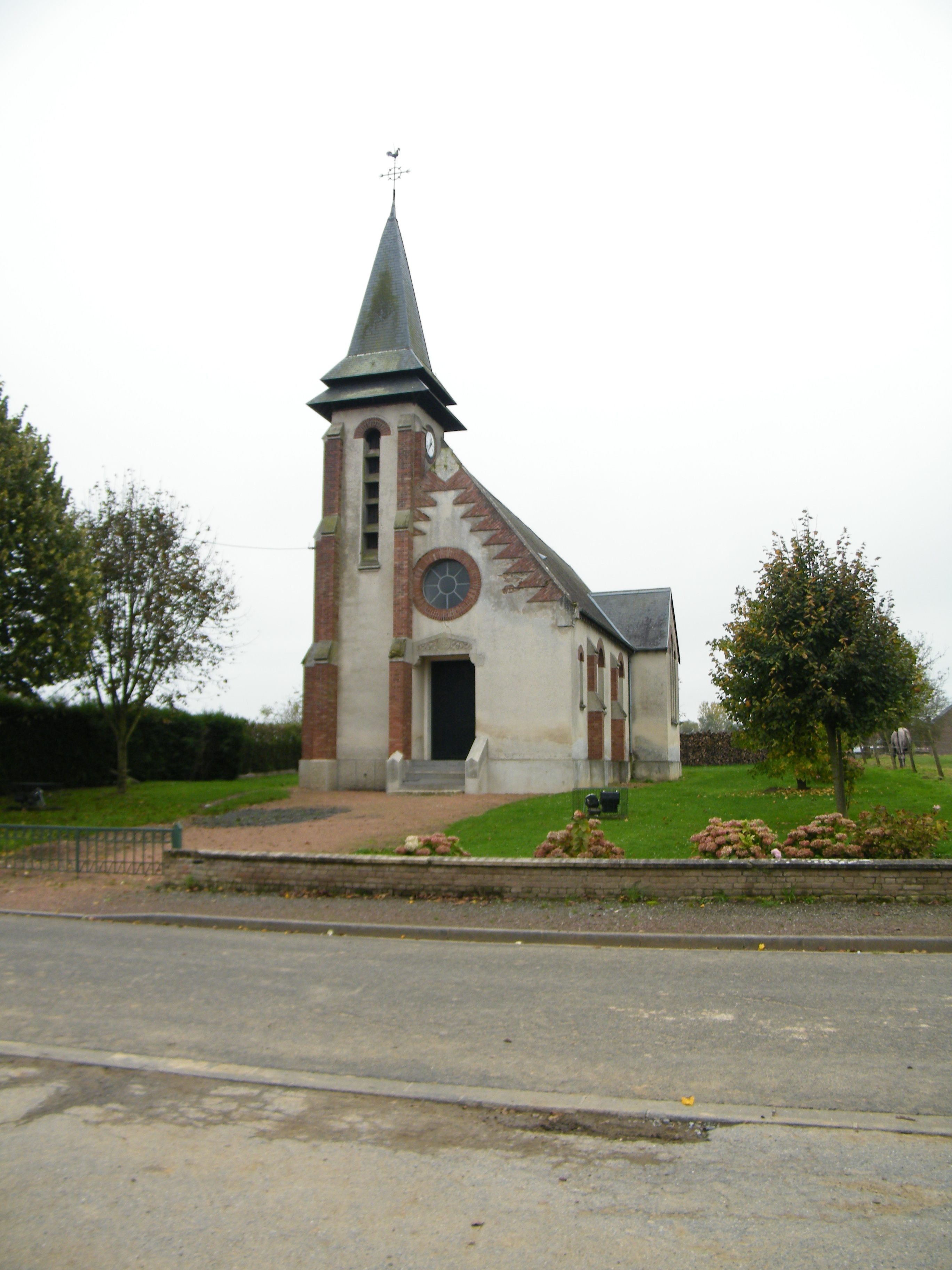

Habitants censats

### Habitatges
El 2007 hi havia 93 habitatges, 83 eren l'habitatge principal de la família, 5 eren segones residències i 5 estaven desocupats. Tots els 93 habitatges eren cases. Dels 83 habitatges principals, 70 estaven ocupats pels seus propietaris, 11 estaven llogats i ocupats pels llogaters i 2 estaven cedits a títol gratuït; 12 tenien tres cambres, 25 en tenien quatre i 46 en tenien cinc o més. 74 habitatges disposaven pel capbaix d'una plaça de pàrquing. A 32 habitatges hi havia un automòbil i a 42 n'hi havia dos o més.

### Piràmide de població
La piràmide de població per edats i sexe el 2009 era:
| Homes | Edats   | Dones |
| ----- | ------- | ----- |
| 0     | 95 o +  | 0     |
| 0     | 90 a 94 | 0     |
| 0     | 85 a 89 | 0     |
| 4     | 80 a 84 | 0     |
| 0     | 75 a 79 | 8     |
| 12    | 70 a 74 | 4     |
| 8     | 65 a 69 | 4     |
| 0     | 60 a 64 | 12    |
| 4     | 55 a 59 | 0     |
| 8     | 50 a 54 | 4     |
| 4     | 45 a 49 | 8     |
| 8     | 40 a 44 | 8     |
| 0     | 35 a 39 | 8     |
| 16    | 30 a 34 | 8     |
| 4     | 25 a 29 | 12    |
| 12    | 20 a 24 | 0     |
| 12    | 15 a 19 | 12    |
| 16    | 10 a 14 | 12    |
| 4     | 5 a 9   | 12    |
| 0     | 0 a 4   | 0     |

## Economia

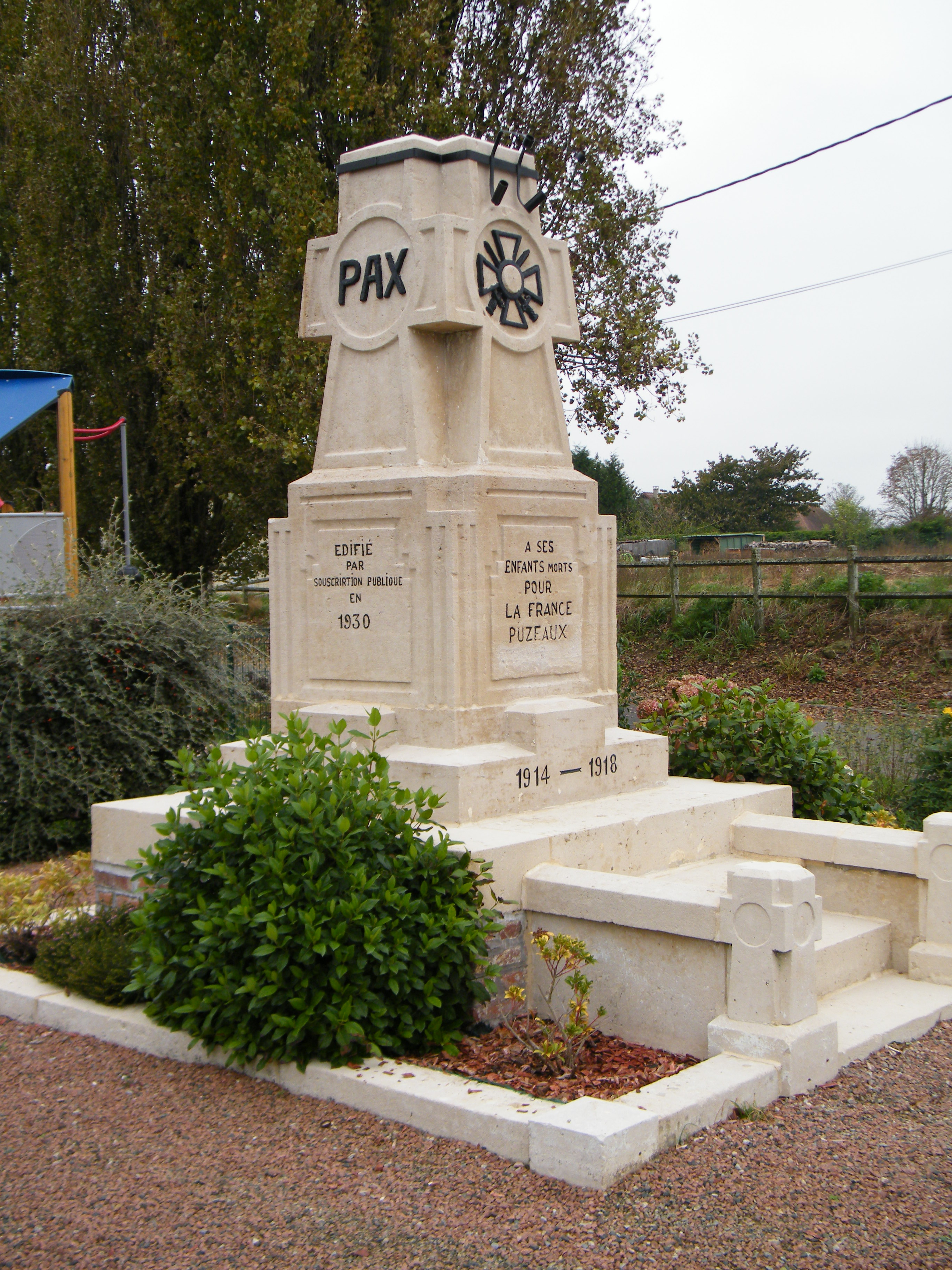

El 2007 la població en edat de treballar era de 159 persones, 101 eren actives i 58 eren inactives. De les 101 persones actives 93 estaven ocupades (51 homes i 42 dones) i 9 estaven aturades (4 homes i 5 dones). De les 58 persones inactives 18 estaven jubilades, 16 estaven estudiant i 24 estaven classificades com a «altres inactius».

### Ingressos
El 2009 a Puzeaux hi havia 86 unitats fiscals que integraven 251 persones, la mediana anual d'ingressos fiscals per persona era de 14.573 €.

### Activitats econòmiques
Dels 3 establiments que hi havia el 2007, 1 era d'una empresa extractiva, 1 d'una empresa de fabricació d'altres productes industrials i 1 d'una empresa de construcció.
L'únic servei als particulars que hi havia el 2009 era un electricista.

## Poblacions més properes

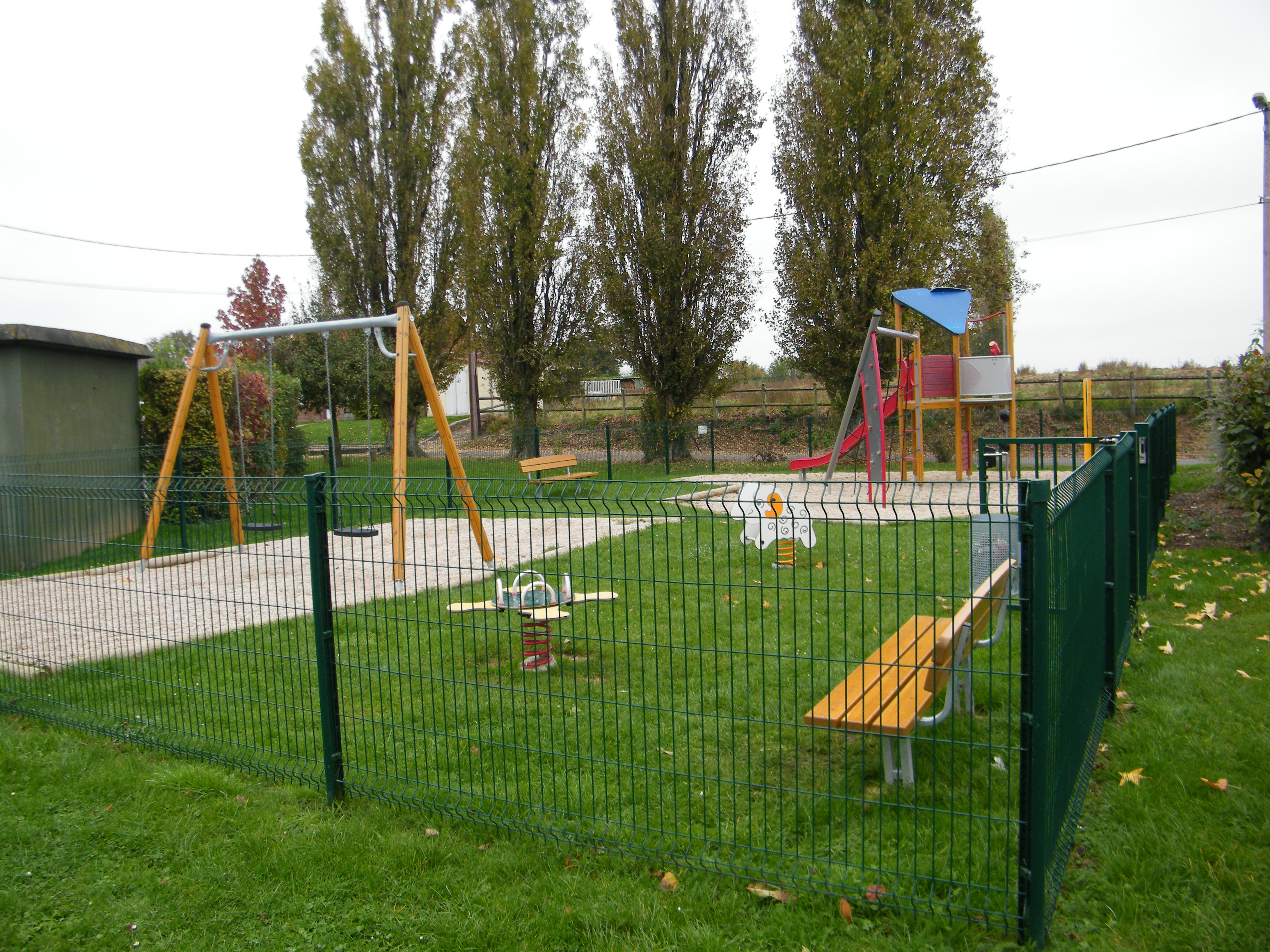

El següent diagrama mostra les poblacions més properes.